# Pervo-oeralsk
Pervo-oeralsk (Russisch: Первоуральск; "de eerste in de Oeral") is een Russische stad ongeveer 2 kilometer ten westen van de grens tussen Europa en Azië in de Oeral. De stad ligt in de oblast Sverdlovsk en is daar de vierde stad naar inwoneraantal. De stad ligt aan de rivier de Tsjoesovaja, een zijrivier van de Kama, op 46 kilometer ten westen van Jekaterinenburg en 1622 kilometer ten oosten van Moskou.

## Geschiedenis

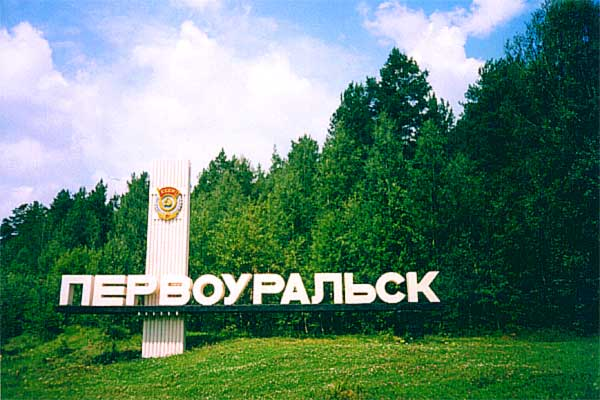
stadsnaam

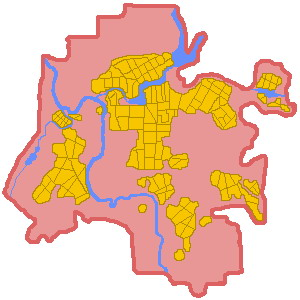
Plattegrond van de stad (groter formaat)

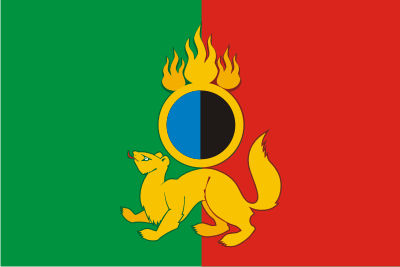
vlag van Pervoeralsk. Het wapen van Pervo-oeralsk toont de sabelmarter uit het logo van de fabriek van Demidov met daarboven een gedeelte van een pijp met vlammen die het productieproces van de bouw van pijpen symboliseert

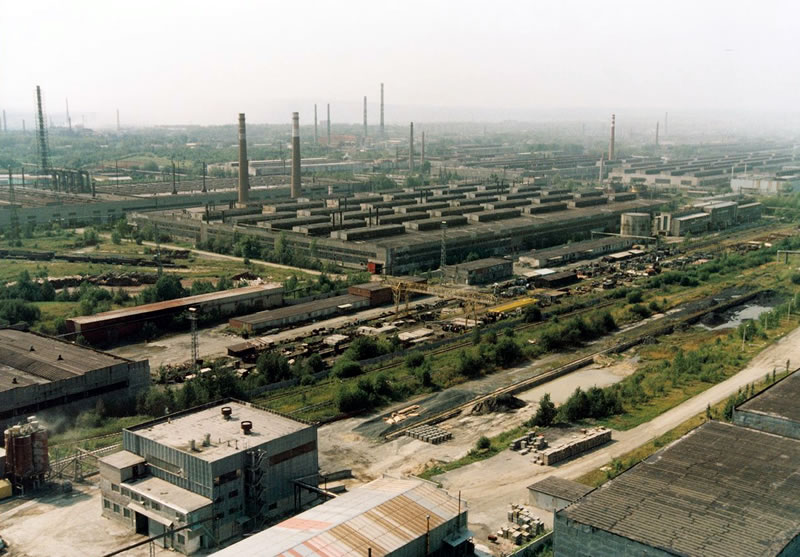
De pijpenfabriek NPTZ vanuit de lucht

De geschiedenis van de stad begon in 1702 toen er in de buurt ijzer werd gevonden. In 1730 werd door Vasili Demidov begonnen met de bouw van een fabriek met een hoogoven die in gebruik genomen werd op 1 december 1732, waarna zich hier rondom deze fabriek langzamerhand een kleine nederzetting vormde, die Vasiljevsko-Sjajtanski werd genoemd (of lager-Sjajtanski). Twee jaar later werd er iets verderop nog een fabriek opgestart die hoger-Sjajtanski werd genoemd en waaromheen zich ook een nederzetting vormde. Rond 1760 waren de beide nederzettingen aan elkaar vergroeid en werd deze plaats Verchnesjajtanski genoemd (later Sjajtanski). De rivier Tsjoesovaja werd gebruikt voor het vervoer naar Europees Rusland. Een paar jaar later werd de handelaar en eigenaar van de fabrieken vanwege zijn hardvochtige werkwijze vermoord door een groep opstandelingen uit het dorp, die niet langer als slaven (lijfeigenen) wensten te werken voor deze despoot.
De leiders van dit verzet werden later gestraft door de autoriteiten, maar dit zorgde er ook mede voor dat de inwoners van de plaats zich aansloten bij de Don Kozak Jemeljan Poegatsjov die vanuit de Wolga- en Oeralregio's een grote opstand (Poegatsjovopstand) organiseerde tegen tsarina Catharina II de Grote. Deze opstand werd echter neergeslagen in 1774 en omdat de nederzetting een bolwerk was van de rebellen, werd deze zwaar getroffen. De versterkingen van de rebellen werden verwoest en de stad werd in brand gestoken. Pas in 1799 was er weer een kleine plaats ontstaan.

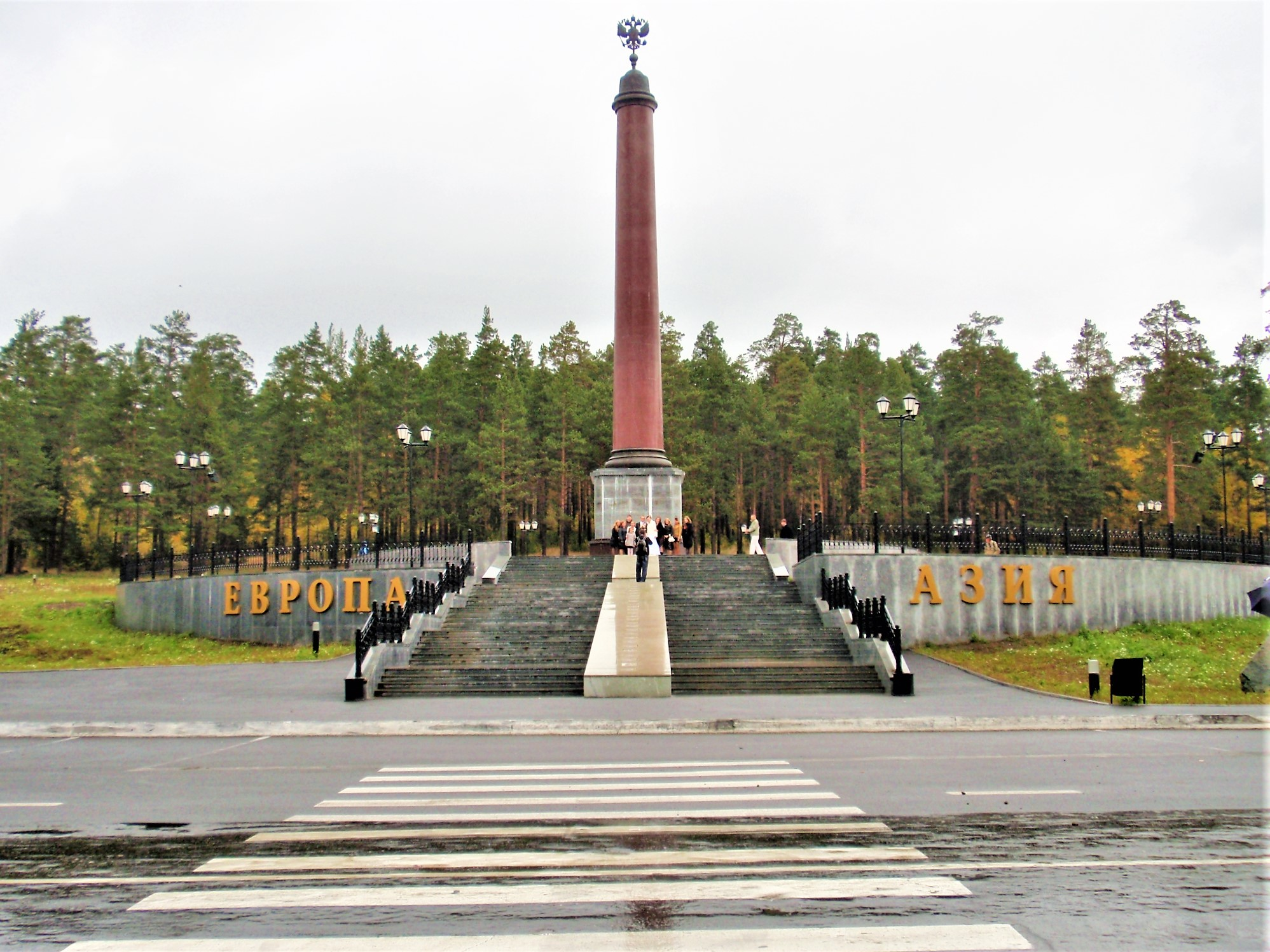
Grensmonument Europa-Azië

In 1829 bezocht geograaf Alexander von Humboldt en zijn reisgenoten Gustav Rose en Christian Gottfried Ehrenberg de plaats tijdens zijn onderzoektocht van het gebied tussen de Neva en de Jenisej. Zij bepaalden toen de geografische grens tussen Europa en Azië op 60° oosterlengte, die later werd aangegeven met een marmeren obelisk (zie onder) in 1837 onthuld door de toekomstige tsaar Alexander II.
In de Eerste Wereldoorlog ontstond ten zuiden van de plaats een nieuwe plaats rond het treinstation, waar een chemische fabriek werd gebouwd voor de productie van natriumdichromaat en zwavelzuur. Deze plaats werd Revda genoemd en is nu onderdeel van het industriële gebied Pervo-oeralsk-Revda. Tijdens de Russische Burgeroorlog werd de plaats opnieuw voor een deel verwoest tijdens gevechten. Na deze oorlog werd er een fabriek gebouwd waar buizen werden geproduceerd. Deze werd geopend op 2 september 1920 en de plaats werd toen hernoemd naar Pervo-oeralsk. Tijdens de eerste vooroorlogse vijfjarenplannen werden nieuwe fabrieken gebouwd (vooral de buizenproductie groeide sterk) en steeg het aantal inwoners snel. Op 20 juni 1933 kreeg de plaats de stadstatus. Tijdens de Tweede Wereldoorlog werden veel fabrieken omgevormd tot militaire werkplaatsen en werden er onder andere meer dan 14 miljoen pijpen geproduceerd voor de Katjoesjaraketten.
Na de oorlog richtte de stad zich meer op de buizenindustrie en ook nu heeft de stad een aantal grote buizenproducenten. Hiernaast wordt er nog steeds ijzererts gedolven, naast kalksteen en dolomiet.
De industriële activiteiten van de bedrijven in de Pervo-oeralsk-Revda regio veroorzaakten veel vervuiling door de jaren heen. Met name de grond en de rivier de Tjoesovaja raakten sterk vervuild met onder andere zware metalen. De laatste jaren zijn lokale en internationale organisaties bezig met het verbeteren van deze situatie.

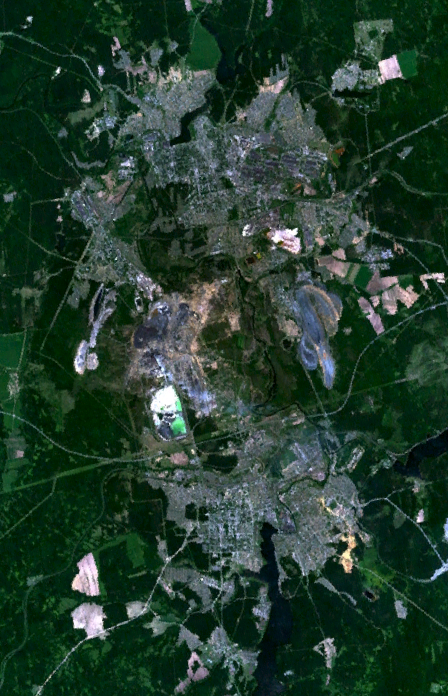
Pervo-oeralsk en Revda gezien vanaf Jekaterinenburg. De rechterzijde geeft het noorden weer

## Geografie en transport
De stad bevindt zich op 13 kilometer ten noorden van Revda, 25 kilometer ten noorden van Degtjarsk, 32 kilometer ten westen van Sredneoeralsk en 37 kilometer ten zuiden van Novo-oeralsk. De dichtstbijzijnde luchthaven is Koltsovo ten zuiden van Jekaterinenburg op 55 kilometer van Pervo-oeralsk.

## Economie
Pervo-oeralsk was in 2005 na Jekaterinenburg het snelst groeiende economische centrum van de oblast. De jaarlijkse industriële groei bedraagt gemiddeld 25-30%, de verkopen stegen er in 2005 met 20%. Deze factoren zorgen ervoor dat de werkloosheid laag blijft (iets meer dan 1% van de bevolking) en voor een toenemende vraag naar geschoold personeel. De levensstandaard correspondeert met het gemiddelde peil van oblast Sverdlovsk. Het loonpeil ligt op 300 dollar per maand, beneden het gemiddelde van de oblast dat op 350 dollar per maand ligt.
De laatste jaren is er sprake van veel overnames en fusies van grote bedrijven binnen de stad, zoals de overname van het grootste bedrijf in Pervo-oeralsk; Pervo-oeralski Novotroebny Zavod door het pijpenconglomeraat uit Tsjeljabinsk (op een na grootste van Rusland) in 2005 en het stadszuivelbedrijf door het zuivelbedrijf Wimm-Bill-Dann uit Moskou in 2006.
Tot de grootste bedrijven behoren de Pervo-oeralski Novotroebny Zavod (productie van pijpen en aanverwante producten), PZTSK (metaalbewerkings- en constructiebedrijf), een metaalconstructiebedrijf, een zuivelbedrijf en een silicafabriek (het enige bedrijf in Rusland dat silicasteen produceert) dat over een eigen ertslaag met gekristalliseerd kwartsiet in de berg Karaoelnaja beschikt.
In de stad bevindt zich ook een dependance van de Technische Staatsuniversiteit van de Oeral.

## Demografie
| 1926 | 1939   | 1959   | 1970    | 1979    | 1989    | 2002    |
| ---- | ------ | ------ | ------- | ------- | ------- | ------- |
| 9000 | 44.000 | 90.000 | 117.000 | 129.100 | 143.300 | 132.300 |

## Overig
De stad bestaat voor ongeveer 40% uit moslims. Er is al meerdere malen zorg geuit (onder andere door de islamitische Khazarat van oblast Sverdlovsk) dat jonge moslims hier (en in andere moslimgemeenschappen in de Centrale Oeral) worden geronseld voor de 'heilige strijd' door Saoedische militanten.
De obelisk is nog steeds te bezichtigen. Deze staat op 2 kilometer ten oosten van Pervo-oeralsk en draagt nog steeds het wapen van de tsaren. De laatste tijd is er echter sprake van betwisting van de geografische grens in de Oeral. De burgemeester van Jekaterinenburg wil de grens om toeristische redenen dichter naar zijn stad hebben en heeft al een nieuw grensmonument laten bouwen op 2 km van deze stad, terwijl door geologen de grens dichter in de buurt van Perm wordt gepositioneerd.

## Geboren
- Igor Malkov (9 februari 1965), langebaanschaatser